# Csak színház és más semmi
A Csak színház és más semmi 2016 és 2019 között vetített magyar vígjátéksorozat, amelynek főrendezője Miklauzic Bence volt. A főbb szerepekben Csányi Sándor, Schell Judit, Szávai Viktória és Szervét Tibor látható.
Az első évad premierje 2016. január 10-én volt a Dunán.

## Ismertető
A színfalak mögött három szatirikus hangvételű történetszál bonyolódik párhuzamosan, amelyek alkalmanként összefonódnak. Alinda, a híres díva (Schell Judit) és rendező férje, Barnabás (Csányi Sándor) magánéleti válsága körül bonyolódik a történet, amelynek egy színházi bemutató ad keretet, az olvasópróbától a premierig.

## Szereplők

### Főszereplők
| Szereplő                  | Színész          | Leírás                    | Évad   |
| ------------------------- | ---------------- | ------------------------- | ------ |
| Fazakas Barnabás          | Csányi Sándor    | Rendező                   | 1–4    |
| Báthory Alinda            | Schell Judit     | Színésznő, díva           | 1–4    |
| Lajtai Petra              | Szávai Viktória  | Dramaturg                 | 1–4    |
| Ivánszky Dénes            | Szervét Tibor    | Színigazgató              | 1–4    |
| Mókus Peti                | Vecsei H. Miklós | Színész, bonviván         | 1–2    |
| Tatai Lili                | Mikecz Estilla   | Színésznő, naiva          | 1–2, 4 |
| Kőváry Dániel             | Fehér Tibor      | Restaurátor               | 1–2    |
| Palotás Nóra              | Lovas Rozi       | Öltöztető                 | 1–2    |
| Várbíró Zsolt             | Géczi Zoltán     | Bulvárújságíró            | 1      |
| Tószegi Kitty             | Pálos Hanna      | Beugró színésznő          | 1–2    |
| Topor Máté                | Klem Viktor      | Rendező                   | 2, 4   |
| Szalka Edit               | Tenki Réka       | Jelmeztervező             | 2      |
| Partos Miklós             | Mészáros Béla    | Befektető                 | 2–3    |
| Pápai Timi                | Dobó Kata        | Színésznő                 | 2–3    |
| Fazakas Cecília           | Bánsági Ildikó   | Színésznő, Barnabás anyja | 3–4    |
| Szirmai Zsófia            | Szabó Erika      | Színésznő                 | 3–4    |
| Pápai Zita                | Osváth Judit     | Asszisztens               | 3      |
| Karsai Samu               | Mohai Tamás      | Koreográfus               | 3      |
| Tomi                      | Kamarás Iván     | Timi szerelme             | 3      |
| Kozma Alex                | Ember Márk       | Popsztár                  | 4      |
| Szikszai Kinga            | Mentes Júlia     | Dramaturg gyakornok       | 4      |
| Kőhalmi Rebeka            | Tóth Eszter      | Színésznő                 | 4      |
| Szekeres Krisztina "Tina" | Réti Nóra        | Színésznő                 | 4      |

### Mellékszereplők
| Szereplő                | Színész                   | Leírás                      | Évad |
| ----------------------- | ------------------------- | --------------------------- | ---- |
| Köves Eszti             | Sipos Vera                | Igazgatói titkárnő          | 1–4  |
| Kovalcsik János         | Fesztbaum Béla            | Ügyelő                      | 1–4  |
| Gizus                   | Hábermann Lívia           | Színházi büfés              | 1–4  |
| Ortutai Béla            | Dengyel Iván              | Idős színész                | 1–2  |
| Albert                  | Szombathy Gyula           | Színész                     | 2–3  |
| Tormás Erzsébet "Zsike" | Udvarias Anna             | Idősödő színésznő           | 1–4  |
| Buksi                   | Alexics Rita              | Súgó                        | 1–4  |
| Molnár Ági              | Urbanovits Krisztina      | Asszisztens                 | 1–4  |
| Kapolcsy Judit          | Spolarics Andrea          | Kritikus                    | 1–4  |
| Olga                    | Balázs Andrea             | Öltöztető.                  | 1–3  |
| Bianka                  | Barta Veronika            | Zsike lánya                 | 2–4  |
| Miki                    | Ficzere Béla              | Díszítő                     | 2, 4 |
| Takács Ivett            | Móga Piroska              | Színésznő                   | 3    |
| Ágasházy István (Zsiga) | Csernák János             | Színész, Cecília volt férje | 4    |
| Jenő                    | Márton András             | Cecília udvarlója           | 4    |
| Kozák Sándor            | Medve József              | Portás.                     | 1–4  |
| Ivánszky Bence          | Magács Vince              | Petra és Dénes fia          | 1–4  |
| Ivánszky Liza           | Hais Fruzsina             | Petra és Dénes lánya        | 1–4  |
| Fazakas Marcell "Marci  | Jenei Patrik Jenei Lóránt | Alinda és Barnabás fia      | 3–4  |

### Epizódszereplők
- Ács Eszter – újságíró
- Andai Kati – takarítónő
- Andrádi Zsanett – eladó
- Áron László – Géza
- Bakonyi Alexa – Dani barátnője
- Bakos-Kiss Gábor – díszítő
- Bán Bálint – Márkó
- Bárdi Gergő – portás
- Bárnai Péter – Áron
- Bede Fazekas Szabolcs – a Klikk vezetője
- Bujáki Zsófia – rajongó
- Csankó Zoltán – polgármester
- Csapó Attila – csapos
- Csiby Gergely – felvételiző színész
- Debreczeny Csaba – orvos
- Dénes Viktor – rendező
- Eke Angéla – ápolónő
- Epres Attila – Kőhalmi Ágoston, Rebeka édesapja
- Fehér Balázs Benő – fiú
- Fehér László – csapos
- Figeczky Bence – Móric
- Fillár István – Dr. Halmos Ferenc
- Gados Béla - Péter
- Gáspárfalvi Dorka – rajongó
- Gazsó György – Miklósi Géza
- Gula Péter – Feri
- Hojsza Henrietta – táncos
- Horkay Barnabás – Marcell
- Horváth Csenge – rajongó
- Hunyadkürti István – Gyuszi
- Jankovics Anna – pókerjátékos
- Jónás Szabolcs – díszítő
- Jordán Adél – Mónika
- Karácsonyi Zoltán – fotós
- Konfár Erik – Lars
- Kovács Lehel – Gabó
- Kovács Vanda – bébiszitter
- Kováts Vera – Dóri, gitáros Alex bandájában
- Köles Ferenc – osztó
- Kőrösi András – férfi
- Mandel Helga – polgármester felesége
- Márkus Luca – asszisztens
- Marton Róbert - Márton Szabolcs, színész, álbróker
- Medveczky Balázs – Zita pasija
- Mészáros Máté – konyhaséf
- Mikolai Petra – dobos
- Molnár G. Nóra – táncos
- Molnár Gusztáv - újságíró
- Mózes András – Zoltán
- Müller Rebeka – bébiszitter
- Pálfi Kata – Márta
- Pető Zsófia – Sárosdi Fanni
- Rajkai Zoltán – Farkas Imre
- Ralph Berkin – Brian
- Róbert Gábor – Taxi sofőr
- Seres Balázs – gitáros
- Soltész Bözse – Andi, Jenő lánya
- Somhegyi György – Cecília randipartnere
- Szabó Veronika – Csilla
- Szántó Balázs – felvételiző színész
- Szász Júlia – rajongó
- Szatmári Attila – Szakács Mihály
- Szokol Péter – munkás
- Szórádi Erika – nő
- Takács Géza – Árpád
- Tamási Zoltán – orvos
- Tarpai Viktória – Felvételiző színésznő
- Tollay Máté – pincér
- Tóth Ildikó - Kőhalmi Zsóka, Rebeka édesanyja
- Turek Miklós – Mészáros Ágoston
- Varga Vivien – rajongó
- Vida Péter – üzletember
- Viktor Balázs – pultos
- Zsigmond Emőke – Csenge
- Zsurzs Kati – bébiszitter

## Epizódok
| Évad | Évad | Részek száma | Részek száma | Eredeti sugárzás  | Eredeti sugárzás  |
| Évad | Évad | Részek száma | Részek száma | Évadbemutató      | Évadzáró          |
| ---- | ---- | ------------ | ------------ | ----------------- | ----------------- |
|      | 1.   | 6            | 6            | 2016. január 10.  | 2016. február 14. |
|      | 2.   | 6            | 6            | 2017. február 24. | 2017. március 31. |
|      | 3.   | 6            | 6            | 2018. március 3.  | 2018. április 7.  |
|      | 4.   | 8            | 8            | 2019. március 2.  | 2019. április 20. |

### 1. évad (2016)
Az első évad premierje 2016. január 10-én volt a Dunán.
| Sor. | Év. | Cím                | Rendező                       | Író                          | Premier           | Nézettség |
| ---- | --- | ------------------ | ----------------------------- | ---------------------------- | ----------------- | --------- |
| 1.   | 1.  | Az olvasópróba     | Nagypál Orsi, Miklauzic Bence | Divinyi Réka, Goda Krisztina | 2016. január 10.  | 311 000   |
| 2.   | 2.  | A rendelkező próba | Nagypál Orsi, Miklauzic Bence | Divinyi Réka, Goda Krisztina | 2016. január 17.  | 246 000   |
| 3.   | 3.  | Részpróba          | Nagypál Orsi, Miklauzic Bence | Divinyi Réka, Goda Krisztina | 2016. január 24.  | 262 000   |
| 4.   | 4.  | Jelmezes próba     | Nagypál Orsi, Miklauzic Bence | Divinyi Réka, Goda Krisztina | 2016. január 31.  | 257 000   |
| 5.   | 5.  | Főpróba            | Nagypál Orsi, Miklauzic Bence | Divinyi Réka, Goda Krisztina | 2016. február 7.  | 277 000   |
| 6.   | 6.  | Premier            | Nagypál Orsi, Miklauzic Bence | Divinyi Réka, Goda Krisztina | 2016. február 14. | 236 000   |

### 2. évad (2017)
A második évadot 2017. február 24-én mutatta be a Duna.
| Sor. | Év. | Cím     | Rendező                      | Író                                        | Premier           | Nézettség |
| ---- | --- | ------- | ---------------------------- | ------------------------------------------ | ----------------- | --------- |
| 7.   | 1.  | 1. rész | Orosz Dénes, Miklauzic Bence | Divinyi Réka, Goda Krisztina               | 2017. február 24. | 212 000   |
| 8.   | 2.  | 2. rész | Orosz Dénes, Miklauzic Bence | Divinyi Réka, Goda Krisztina               | 2017. március 2.  | 234 000   |
| 9.   | 3.  | 3. rész | Orosz Dénes, Miklauzic Bence | Divinyi Réka, Goda Krisztina               | 2017. március 9.  | 199 000   |
| 10.  | 4.  | 4. rész | Orosz Dénes, Miklauzic Bence | Divinyi Réka, Goda Krisztina               | 2017. március 16. | 169 000   |
| 11.  | 5.  | 5. rész | Orosz Dénes, Miklauzic Bence | Divinyi Réka, Goda Krisztina, Kormos Anett | 2017. március 23. | 209 000   |
| 12.  | 6.  | 6. rész | Orosz Dénes, Miklauzic Bence | Divinyi Réka, Goda Krisztina               | 2017. március 30. | 217 000   |

### 3. évad (2018)
A harmadik évadot 2018. március 3-án mutatta be a Duna.
| Sor. | Év. | Cím     | Rendező                      | Író                          | Premier           | Nézettség |
| ---- | --- | ------- | ---------------------------- | ---------------------------- | ----------------- | --------- |
| 13.  | 1.  | 1. rész | Orosz Dénes, Miklauzic Bence | Divinyi Réka, Goda Krisztina | 2018. március 3.  | 169 000   |
| 14.  | 2.  | 2. rész | Orosz Dénes, Miklauzic Bence | Divinyi Réka, Goda Krisztina | 2018. március 10. | 181 000   |
| 15.  | 3.  | 3. rész | Orosz Dénes, Miklauzic Bence | Divinyi Réka, Goda Krisztina | 2018. március 17. | 128 000   |
| 16.  | 4.  | 4. rész | Orosz Dénes, Miklauzic Bence | Divinyi Réka, Goda Krisztina | 2018. március 24. | 147 000   |
| 17.  | 5.  | 5. rész | Orosz Dénes, Miklauzic Bence | Divinyi Réka, Goda Krisztina | 2018. március 31. | 123 000   |
| 18.  | 6.  | 6. rész | Orosz Dénes, Miklauzic Bence | Divinyi Réka, Goda Krisztina | 2018. április 7.  | 145 000   |

### 4. évad (2019)
A negyedik évadot 2019. március 2-án mutatta be a Duna.
| Sor. | Év. | Cím     | Rendező                           | Író            | Premier           | Nézettség |
| ---- | --- | ------- | --------------------------------- | -------------- | ----------------- | --------- |
| 19.  | 1.  | 1. rész | Vecsernyés János, Miklauzic Bence | Divinyi Réka   | 2019. március 2.  | 135 000   |
| 20.  | 2.  | 2. rész | Vecsernyés János, Miklauzic Bence | Goda Krisztina | 2019. március 9.  | 103 000   |
| 21.  | 3.  | 3. rész | Vecsernyés János, Miklauzic Bence | Kormos Anett   | 2019. március 16. | 121 000   |
| 22.  | 4.  | 4. rész | Vecsernyés János, Miklauzic Bence | Kormos Anett   | 2019. március 23. | 128 000   |
| 23.  | 5.  | 5. rész | Vecsernyés János, Miklauzic Bence | Kormos Anett   | 2019. március 30. | 122 000   |
| 24.  | 6.  | 6. rész | Vecsernyés János, Miklauzic Bence | Divinyi Réka   | 2019. április 6.  | 128 000   |
| 25.  | 7.  | 7. rész | Vecsernyés János, Miklauzic Bence | Divinyi Réka   | 2019. április 13. | 195 000   |
| 26.  | 8.  | 8. rész | Vecsernyés János, Miklauzic Bence | Divinyi Réka   | 2019. április 20. | 117 000   |